# Погорелово (Устюцкое сельское поселение)
Погорелово — деревня в Пестовском муниципальном районе Новгородской области России, входит в состав Устюцкого сельского поселения.
Деревня расположена на Валдайской возвышенности, на юго-западе Пестовского района, у озёр Меглино и Бродская Лахта.
| 2010 |
| ---- |
| 145  |

## Экономика
В Погорелове действуют: СХК колхоз «ЗАРЯ», ООО «СТИМУЛ», предприятие торговли: магазин Райпо № 50.

## Образование и культура
В Погорелово есть муниципальное образовательное учреждения для детей дошкольного и младшего школьного возраста «Начальная школа — детский сад», также есть библиотека и дом культуры.

## Здравоохранение
Действуют фельдшерско-акушерский пункт.

## Транспорт и связь
Через деревню проходит автодорога в Рыбаково от автодороги Р8 (Боровичи — Пестово). Существует автобусное сообщение с административным центром района — городом Пестово и административным центром муниципального образования — деревней Устюцкое:
1. маршрут № 107, Пестово — Погорелово;
2. маршрут № 122, Пестово — Погорелово

В Погорелове есть почтовое отделение ФГУП «Почта России», почтовый индекс — 174527;